# Валье-де-Сантьяго
Валье-де-Сантьяго (исп. Valle de Santiago) — город и административный центр одноимённого муниципалитета в мексиканском штате Гуанахуато. Численность населения, по данным переписи 2010 года, составила 68 058 человек.

## История
В 1607 году город основали Кристобаль Мартин и Хуан Фернандес.